# Anenii Noi
Anenii Noi è una città della Moldavia capoluogo dell'omonimo distretto di 10.872 abitanti al censimento 2014. Di questi 8.358 vivono nella località principale, i rimanenti nei villaggi (sat in rumeno) facenti parte della città.
È situata nella valle del fiume Bîc, 36 km a sud-est della capitale Chișinău.

## Storia

Posizione del distretto di Anenii Noi nello Stato moldavo

La città è menzionata per la prima volta in un documento ufficiale nel 1731 col nome Paşcani pe Bîc. Nel 1837 era sotto l'influenza del conte Stuart che giurò fedeltà alla Russia degli Zar e nel 1856 venne distrutta dai Tatari di Bessarabia. Venne ricostruita a partire dal 1883 e sei anni dopo arrivarono coloni tedeschi che comperarono 1.715 ettari di terreno. Al censimento del 1910 in questo territorio risultarono due villaggi: Nicolaevca Nouă (dal 1926 Anenii Noi) con popolazione prevalentemente tedesca e Nicolaevca Veche (dal 1926 Anenii Vechi) con popolazione russa. I coloni tedeschi tornarono in Germania nel 1940, allo scoppio della seconda guerra mondiale
Ottenne lo status di città nel 1965

## Località
La città è formato dall'insieme delle seguenti località (popolazione al 2004):
- Anenii Noi (8.358 abitanti)
- Albiniţa (370 abitanti)
- Beriozchi (647 abitanti)
- Hîrbovăţul Nou (484 abitanti)
- Ruseni (1.090 abitanti)
- Socoleni (514 abitanti)

## Società

### Evoluzione demografica
Secondo il censimento del 2004 la città è così suddivisa dal punto di vista etnico:

## Economia
L'economia della città si basa prevalentemente sull'agricoltura e sull'industria di semilavorati. Tra le industrie cittadine spicca una fabbrica di conserve e succhi di frutta e una fabbrica di fertilizzanti